# Třicet jedna ve stínu
Třicet jedna ve stínu (Ninety Degrees in the Shade) je česko-britský film režiséra Jiřího Weisse natočený v roce 1965.

## Děj
Kontroloři při náhlé inventuře zjistí, že v jedné pražské prodejně potravin chybí větší množství drahého alkoholu. Odpovědná za ztrátu je prodavačka Alena, která ví, že do lahví nalil tmavý čaj její milenec, vedoucí prodejny Vorel. Ten ji cynicky požádá, aby vzala vinu na sebe. Nešťastná žena spáchá sebevraždu. Kontrolor Dr. Kurka pochopí, že skutečného pachatele nedokáže usvědčit…
Působivě natočený dramatický příběh s neobvyklou účastí anglických herců (oficiální text distributora).

## Obsazení
| James Booth       | Vorel                          |
| Anne Heywoodová   | Alena                          |
| Rudolf Hrušínský  | inventurník JUDr. Rudolf Kurka |
| Ann Todd          | paní Kurková                   |
| Donald Wolfit     | Bažant                         |
| Ladislav Potměšil | Jirka Kurka                    |
| Věra Tichánková   | Vávrová                        |
| Jiřina Jirásková  | Věra                           |
| Jorga Kotrbová    | Hanka                          |
| Jan Libíček       | muž v budce                    |
| Vladimír Menšík   | Emil                           |
| Jiří Sovák        | ředitel                        |
| Valtr Taub        | lékař                          |
| Stella Zázvorková | prodavačka                     |

## Ocenění a nominace
Berlínský mezinárodní filmový festival
- Vítěz, "UNICRIT Award" – Jiří Weiss

Zlatý glóbus
- Nominace, "Nejlepší anglicky mluvený zahraniční film"